# Achthophora humeralis
Achthophora humeralis är en skalbaggsart som först beskrevs av Heller 1916.  Achthophora humeralis ingår i släktet Achthophora och familjen långhorningar.
Artens utbredningsområde är Filippinerna. Inga underarter finns listade i Catalogue of Life.